# خانه محمدعلی خسروشاهی
خانه محمدعلی خسروشاهی مربوط به اواخر قاجریه‌است و در بناب، میدان مهرآباد، کوچه ی خرمن کوچه، پلاک ۵۳ واقع شده و این اثر در تاریخ ۱۶ دی ۱۳۸۷ با شمارهٔ ثبت ۲۴۳۹۸ به‌عنوان یکی از آثار ملی ایران به ثبت رسیده است.